# Відстрочення (роман)
Відстрочення (фр. Le sursis) — роман Жана-Поля Сартра, друга частина недописаної тетралогії Шляхи свободи (фр. Les chemins de la liberté).

## Сюжет
Дія роману відбувається в Парижі за вісім днів до підписання Мюнхенської угоди та наступного захоплення Чехословаччини у вересні 1938 року. Університетський викладач філософії Матьє усвідомлює, що його особисті проблеми, радості та прикрості вже нічого не значать — як піщинки у вирі гігантської бурі, яка скоро змете з лиця землі весь звичний йому світ. Все стало не важливим — кохання, дружба, роздуми. І поступово Матьє, який раніше не приймав саму ідею кінця людського життя, почав ненавидіти саме життя — болісне «відстрочення» смертного вироку.

## Філософія роману
Сартр досліджує реакції багатьох персонажів на можливість війни. Французьке суспільство стоїть перед складним вибором: вступати у війну, щоб захистити союзника, чи поступитися агресорові, щоб зберегти мир у Європі. Що важливіше — мир чи свобода? Кожен з героїв роману вирішує цю проблему по-своєму.